# Плотов, Сергей Юрьевич
Серге́й Ю́рьевич Пло́тов (род. 25 мая 1961 года, Омск) — советский, российский актёр, театральный режиссёр
, сценарист, поэт, драматург.

## Биография
Родился 25 мая 1961 года в Омске. Окончил Омское музыкальное училище им. В. Я. Шебалина по специальности «Актёр драматического театра» (1982).

## Творчество
Работал в Хабаровском ТЮЗе, а позже в Челябинском театре кукол, в котором организовал вместе с Александром Бороком «Чёрный Театр».
За время существования «Чёрного театра» ими были придуманы, написаны, поставлены и сыграны спектакли: «Спокуха, Маша!» (рок-опера по повести А. С. Пушкина «Дубровский»), «Рассказы о Ленине», «Вещь» (по Д. Хармсу), «Невольные переводы из Шекспира» («Гамлет», «Отелло»). Помимо этих работ Сергеем Плотовым были написаны и поставлены другие спектакли, а также капустники. Спектакли «Дон Жуан» (Екатеринбург), «История любви» (Челябинск) получили высокую оценку на различных фестивалях. Спектакль «Картинки с выставки» (Екатеринбург) удостоен «Золотой маски» в номинации лучшая работа художника. Челябинский театр кукол, благодаря искромётным постановкам Сергея Плотова на протяжении десяти лет каждый год становился призёром фестиваля капустников «Весёлая коза».
Сергей Плотов переехал в Москву и в течение трёх лет (с 2003 по 2005 годы) создавал стихи для радиопередачи «Ну и денёк!» на радиостанции «Эхо Москвы». Также работал в качестве шеф-редактора и автора нескольких сериалов, таких как «Моя прекрасная няня» и «Кто в доме хозяин?». Писал сценарии для фильмов, которые были сняты Эльдаром Рязановым, Аллой Суриковой, Антоном Барщевским, Эдуардом Радзюкевичем.
Также является автором мюзиклов, написанных в соавторстве с Александром Журбиным, Андреем Семёновым, Раймондом Паулсом, Владимиром Матецким и другими композиторами. Плотов также является автором пьес, которые были поставлены в Московском театре Сатиры и в театре имени Евгения Вахтангова. В течение длительного времени сотрудничал с Виктором Шендеровичем в качестве одного из авторов сатирических программ «Бесплатный сыр» и «Плавленый сырок».

## Награды и премии
Сергей Плотов — лауреат народной премии «Светлое прошлое—2009».
Является обладателем премии «Музыкальное сердце театра-2021» в номинации «лучший текст песен» за музыкальные номера мюзикла «Кабаре» в Новосибирском театре «Глобус»..
В 2021 году получил премию «Петрополь» за «за острую иронию в стихах и сценариях к фильмам Эльдара Рязанова и Аллы Суриковой» за фильм 2006 года «Карнавальная ночь 2, или 50 лет спустя».

## Критика
Сергей Плотов — первоклассный трагический поэт в клоунской маске, младший брат Иртеньева, уникальный стилизатор и выдающийся пародист. В наше время слушать его — спасительное занятие, возвращающее всем нам чувство неизбежной победы здравого смысла и сострадания. Плотов умеет писать на самые разные голоса, но собственный, внятный и строгий, всегда узнаваем. Слушать Плотова весело, понимать грустно, а повторять про себя полезно: как-то все становится на места.Дмитрий Быков

## Фильмография

### Актёр
1. 2006 — Кто в доме хозяин?, работник клуба, 91-я серия

### Режиссёр
1. 2006 — Несравненная ЕкатеРина (документальный)

### Сценарист
1. 2005—2008 — Моя прекрасная няня
2. 2006 — Братья по-разному
3. 2006 — Карнавальная ночь-2, или 50 лет спустя
4. 2006 — Несравненная ЕкатеРина (документальный)
5. 2006—2007 — Кто в доме хозяин?
6. 2008 — Моя любимая ведьма
7. 2008 — Солдаты-15. Новый призыв
8. 2009 — Деревенская комедия
9. 2009 — Солдаты-16. Дембель неизбежен
10. 2009 — Человек с бульвара КапуциноК
11. 2010 — Зайцев, жги! История шоумена
12. 2010 — Нанолюбовь
13. 2010 — Однажды в милиции
14. 2011 — Мамочки
15. 2011 — Семейный детектив
16. 2012 — Берега
17. 2012 — Хвост
18. 2013 — Братья по обмену
19. 2013 — Между нами, девочками (Россия, Украина)
20. 2013 — Трое в Коми
21. 2014 — Полный вперёд!
22. 2015 — Пансионат "Сказка", или Чудеса включены
23. 2017 — Графомафия
24. 2018 — Динозавр
25. 2019 — Соседи-3
26. 2021 — Соседи-4
27. 2021 — Соседи-5

### Текст песен
1. 2018—н.в. — Оранжевая корова

## Драматург
- «Кот в сапогах» — Театр имени Е. Б. Вахтангова
- «Все о золушке» — Театр мюзикла
- «Любовь и голуби» — Московский театр оперетты
- «Завещание сэра Чарльза Адамса» — Мастерская Петра Фоменко
- «Мамма мимо! или Мюзикл пошёл не так» — Московский дворец молодёжи